# Presidenti del Folketing
La carica di presidente (in danese: Formand) del Folketing (il Parlamento danese) è stata creata nel 1850.

## Elenco
| Nº | Immagine | Presidente                     | Mandato          | Mandato           | Partito                             |
| -- | -------- | ------------------------------ | ---------------- | ----------------- | ----------------------------------- |
| Nº | Immagine | Presidente                     | Inizio           | Fine              | Partito                             |
| 1  |          | Carl Christoffer Georg Andræ   | 30 gennaio 1850  | 3 agosto 1852     | Partito Nazionale Liberale          |
| 2  |          | Johan Nicolai Madvig           | 4 ottobre 1852   | 12 giugno 1853    | Partito Nazionale Liberale          |
| 3  |          | Carl Eduard Rotwitt            | 13 giugno 1853   | 2 dicembre 1859   | Società degli Amici e dei Contadini |
| 4  |          | Laurids Nørgaard Bregendahl    | 3 dicembre 1859  | 2 dicembre 1870   | Partito Nazionale Liberale          |
| 5  |          | Christopher Krabbe             | 3 dicembre 1870  | 30 settembre 1883 | Venstre                             |
| 6  |          | Christen Berg                  | 1º ottobre 1883  | 2 ottobre 1887    | Venstre                             |
| 7  |          | Sofus Høgsbro                  | 3 ottobre 1887   | 16 dicembre 1894  | Venstre                             |
| 8  |          | Rasmus Claussen                | 17 dicembre 1894 | 16 aprile 1895    | Venstre                             |
|    |          | Sofus Høgsbro secondo mandato  | 17 aprile 1895   | 4 ottobre 1901    | Venstre                             |
| 9  |          | Herman Trier                   | 5 ottobre 1901   | 30 gennaio 1905   | Venstre                             |
| 10 |          | Anders Thomsen                 | 31 gennaio 1905  | 14 marzo 1912     | Venstre                             |
| 11 |          | Jens Christian Christensen     | 15 marzo 1912    | 13 giugno 1913    | Venstre                             |
| 12 |          | Niels Pedersen-Nyskov          | 14 giugno 1913   | 29 marzo 1922     | Venstre                             |
| 13 |          | Jensen Klejs                   | 7 aprile 1922    | 10 aprile 1924    | Venstre                             |
| 14 |          | Hans Peter Hansen              | 30 aprile 1924   | 24 novembre 1932  | Socialdemocratici                   |
| 15 |          | Gerhard Nielsen                | 30 novembre 1932 | 1º maggio 1933 †  | Socialdemocratici                   |
| 16 |          | Hans Rasmussen                 | 9 maggio 1933    | 30 ottobre 1945   | Socialdemocratici                   |
| 17 |          | Julius Bomholt                 | 22 novembre 1945 | 22 febbraio 1950  | Socialemocratici                    |
| 18 |          | Gustav Pedersen                | 23 febbraio 1950 | 22 settembre 1964 | Socialdemocratici                   |
|    |          | Julius Bomholt secondo mandato | 6 ottobre 1964   | 22 gennaio 1968   | Socialdemocratici                   |
| 19 |          | Karl Skytte                    | 6 febbraio 1968  | 30 settembre 1978 | Social-liberali                     |
| 20 |          | Knud Børge Andersen            | 3 ottobre 1978   | 8 dicembre 1981   | Socialdemocratici                   |
| 21 |          | Svend Jacobsen                 | 22 dicembre 1981 | 10 gennaio 1989   | Socialdemocratici                   |
| 22 |          | Erik Ninn-Hansen               | 10 gennaio 1989  | 3 ottobre 1989    | Partito Popolare Conservatore       |
| 23 |          | HP Klausen                     | 3 ottobre 1989   | 15 gennaio 1993   | Partito Popolare Conservatore       |
| 24 |          | Henning Rasmussen              | 27 gennaio 1993  | 5 ottobre 1994    | Socialdemocratici                   |
| 25 |          | Erling Holsen                  | 5 ottobre 1994   | 11 marzo 1998     | Socialdemocratici                   |
| 26 |          | Ivar Hansen                    | 26 marzo 1998    | 11 marzo 2003 †   | Venstre                             |
| 27 |          | Christian Mejdahl              | 18 marzo 2003    | 13 novembre 2007  | Venstre                             |
| 28 |          | Thor Pedersen                  | 28 novembre 2007 | 4 ottobre 2011    | Venstre                             |
| 29 |          | Morgens Lykketoft              | 4 ottobre 2011   | 3 luglio 2015     | Socialdemocratici                   |
| 30 |          | Pia Kjærsgaard                 | 3 luglio 2015    | 21 giugno 2019    | Partito Popolare Danese             |
| 31 |          | Henrik Dam Kristensen          | 21 giugno 2019   | in carica         | Socialdemocratici                   |